# Nausea
Nausea är en låt av Beck. Låten släpptes först som singel den 29 augusti 2006. Den återfinns på albumet The Information från 2006. ”Nausea” nådde nummer 13 på Modern Rock Tracks.
Beck har spelat låten live 90 gånger. Den senaste gången var den 7 november 2017. Sedan 2009 har han spelat låten live endast 8 gånger. 